# Гуго (мажордом)
Гуго (*Hugues , д/н —після 623) — мажордом Австразії у 617—623 роках.

## Життєпис
Про походження нічого невідомо. У 616 році вперше згадується у зв'язку з поділом володінь померлої Авреліани, дружини Динамія, єпископа Авіньйона. Половину отримав Гуго.
У 617 році змінив на посаді мажордома Австразії Радона. Того ж року Гуго і два інших майордома — Ґундоланд і Варнахар II — отримали від Адалоальда, короля лангобардів, 1000 солідів кожен за відмову від подальшого отримання щорічної данини в 12 000 золотих монет на користь Франкського королівства. Король Хлотар II також отримав від послів 36 000 солідів і за порадою своїх мажордомів відмовитися від лангобардської данини.
У 623 році за невідомих обставин (можливо внаслідок смерті Гуго) його на посаді мажордома змінив Піпін Ланденський.

## Родина
Мав 2 синів. Через онуку Рагентруду був предком роду Гугобертидів та Плектруди, дружини мажордома Піпіна Герістальського.